# Emanuel Rom
Emanuel Rom (1812 Praha – 18. května 1878 Praha-Nové Město) byl český malíř a profesor pražské Akademie výtvarných umění.

## Život
Emanuel Rom vystudoval kresbu a malbu na Akademii výtvarných umění v Praze u Františka Waldherra. 
V letech 1866–1878 byl pověřen vedením malířské přípravky Akademie v Praze (elementární školy). K jeho žákům patřili Bernard Otto Seeling, Václav Brožík, Emanuel Krescenc Liška, Václav Sochor, František Hergesel, Jan Václav Mrkvička.
Bydlel v Praze ve Spálené ulici čp. 61/II a zůstal svobodný.
Je pohřben na Olšanských hřbitovech v Praze (1. oddělení).

## Dílo
Patřil k akademicky korektním portrétistům, vyznavačům figurálního žánru. Byl portrétistou pražské šlechty a malířem historických scén s náboženským zaměřením. Patřil k představitelům pozdního nazarenismu v Čechách. Příležitostně maloval oltářní obrazy.

### Známá díla
- Benedikt Nepomuk Pfeiffer, strahovský opat, na smrtelném loži, Památník národního písemnictví

## Galerie

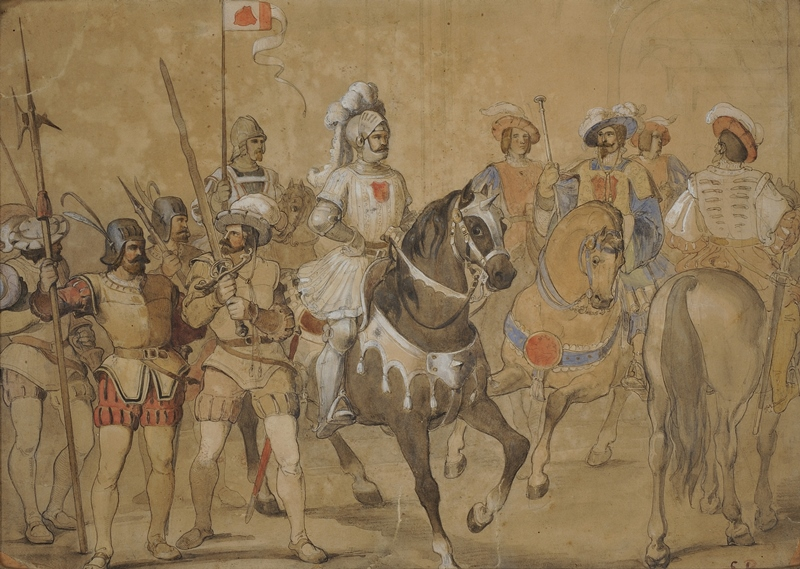
Karusel, kvaš na papíře (40.–50. léta 19. století)
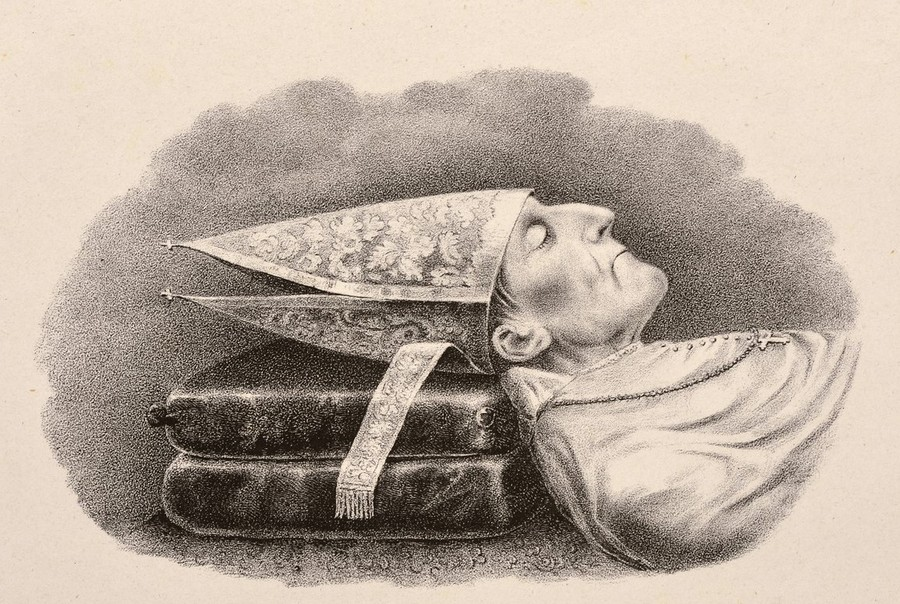
Benedikt Pfeiffer, litografie, papír (1834)
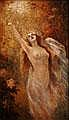
Alegorie vítězství, olej na lepence